# Lo specchio nero
Lo specchio nero è un romanzo scritto da Leonardo Gori e Franco Cardini, edito nel 2004 da Hobby & Work.
Il romanzo, è il quarto della serie del capitano Bruno Arcieri, anche se risulta terzo per ambientazione.

## Trama
Firenze, 1940: una ragazza ebrea, Elena Contini, attende alla stazione l'arrivo di Giacomo Anagni, vecchio orafo proveniente da Parigi. Sullo stesso marciapiede c'è Dietrich Von Altemburg,  colonnello delle SS. Anche l'ufficiale attende Anagni, ma quando il treno arriva, l'orafo è cadavere.
Von Altemburg è un nazista atipico: collabora con Hitler ma è ben introdotto nei circoli più esclusivi di Firenze.  Quella stessa sera incontra Elena e le propone di aiutarlo in una doppia inchiesta: scoprire chi ha ucciso Anagni e recuperare una preziosa copia dell'antichissimo Specchio di Moctezuma,  che l'orafo avrebbe dovuto consegnargli. 
Elena accetta, ma chiama in soccorso il capitano Bruno Arcieri, in forza al controspionaggio.  Il singolare terzetto partirà alla volta di Parigi, dove affronterà un'indagine colma di insidie mortali, tra seguaci del nazismo magico e una stupefacente biblioteca sepolta nel sottosuolo. Sarà però Arcieri a dipanare tutti i fili dell'intricatissima matassa: scoprirà l'identità dell'assassino di Anagni e il suo movente. Ma carpirà anche l'inconfessabile segreto di Von Altemburg, in un finale d'azione all'ultimo respiro.